# عبد الرحمن أمالو
عبد الرحمن أمالو (6 أبريل 1938، 19 نوفمبر 2021)، هو أستاذ جامعي ومحامي وسياسي مغربي، شغل منصب وزير العدل في حكومة الفيلالي الثانية في الفترة من 1995 إلى 1997.
يعتبر منظر حزب الاتحاد الدستوري، واهتم مبكرا بموضوع الجهوية.

## مسيرته
بدأ الدكتور عبد الرحمن أمالو حياته المهنية أستاذا بكلية العلوم القانونية والاقتصادية والاجتماعية بالدار البيضاء. بعدما تخرّج في القانون العام، سينهي دراسته بشهادة الدراسات العليا في العلوم السياسية والقانون الدستوري بالإضافة إلى شهادة الدراسات العليا في العلاقات الدولية. كما أصبح أول دكتور دولة في القانون الدستوري في المغرب عام 1970.
في 28 فبراير 1995، تم تعيينه وزيراً للعدل في حكومة الفيلالي الثانية. بعد عام، في 26 يناير 1996، بالإضافة إلى حقيبة وزارة العدل، تم تعيينه وزيراً لحقوق الإنسان خلفا لمحمد زيان.
خلال حياته المهنية الجامعية، درّس العديد من الموضوعات مثل القانون الدستوري والقانون الإداري الخاص وقانون الموازنة بالإضافة إلى القانون الضريبي والعلوم المالية والعلوم السياسية وعلم الاجتماع السياسي والمذاهب السياسية ومنهجية العلوم الاجتماعية ومقدمة إلى دراسة القانون والقانون الدولي العام، وغيرها.

## وفاته
توفي يوم الجمعة 19 نوفمبر 2021 بعد صراع مع المرض.